# Кальб, Иоганн
Иоганн Кальб (нем. Johann von Kalb, фр. Johann de Kalb; 29 июня 1721 — 19 августа 1780) — французский деятель немецкого происхождения американской войны за независимость.

## Биография
Сын немецкого крестьянина Иоганна Леонхарда Кальба родился 29 июня 1721 года в Хюттендорфе (ныне — часть Эрлангена).

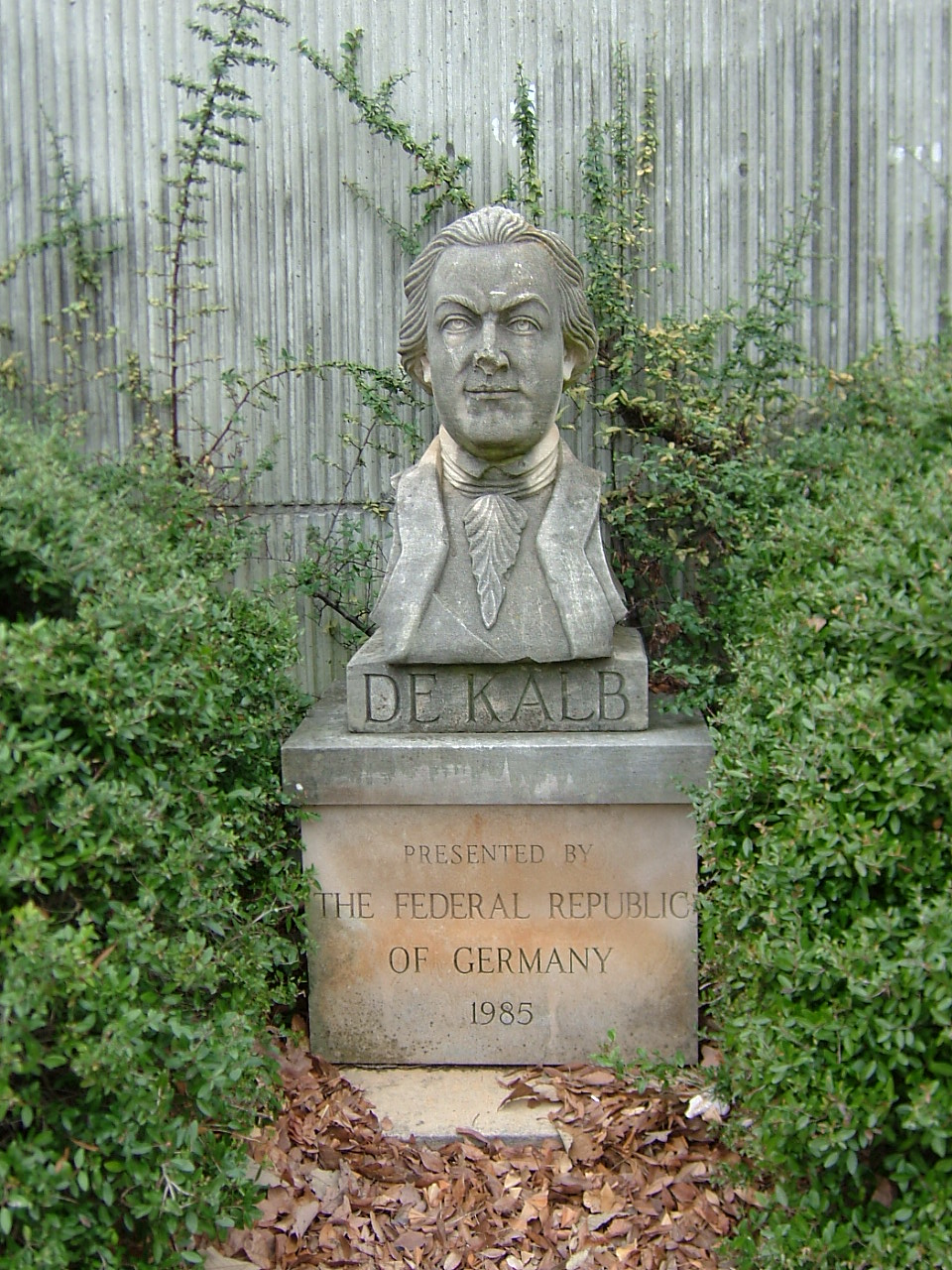
Бюст де Кальба

Поступил на службу во французскую армию; в 1743 году стал лейтенантом, в 1747 году — капитаном, в 1756 году — майором. Принимал участие в Семилетней войне; среди прочего, он прикрывал отступление под Россбахом и отличился в битве при Бергене. В 1761 году он стал генерал-квартирмейстером.
В 1767 году ездил по поручению Шуазёля в Северную Америку, чтобы получить информацию о настроении колоний по отношению к метрополии.
В 1777 году, когда началась американская война за независимость, он с Лафайетом вновь отправился в Северную Америку.
В декабре 1779 года Вашингтон поручил ему главное командование мерилендской и делаверской дивизиями и охрану Чарльстона. Однако город пал ещё до прибытия Кальба, который затем под начальством Горацио Гейтса, главнокомандующего Южной армии, участвовал в сражении при Камдене, предпринятом вопреки мнению Кальба. При первом натиске Гейтс обратился в бегство; правый фланг под командой Кальба сначала держался, но когда командир пал, смертельно раненый, также рассыпался в беспорядочном бегстве. Иоганн Кальб был масоном и состоял в так называемой «полевой ложе». Вследствие этого, офицеры-масоны унесли его с поля боя и после смерти генерал Чарльз Корнуоллис, его военный противник, похоронил его с подобающими почестями.